# Apševci
Apševci su selo u Vukovarsko-srijemskoj županiji, općina Nijemci. Nalazi se u zapadnom Srijemu, pored rijeka Bosut i Spačva.

## Ime
Ime sela pisalo se u ovim oblicima: Hapčevci (1566. – 1574.), Abschefze (1720.), Absevcze (1780. – 1782.), Apaschefze (1803.), Abssevsze (1806. – 1808.), Abshevcze (1829.), Abševce (1865.), Abševci (1887. – 1910.).
Danas se ime sela piše i govori u obliku Apševci.
Apševci je od postanka mijenjalo ime, ali je zadržalo početak od Hapčevci do Apševci kroz stoljeća samo ortografske promjene – uglavnom njemačke gramatike.
Porijeklo imena sela je turska riječ hapis, znači zatvor, zatočenje, a arapski abs ima isto značenje.porijeklo imena selaI danas se u bivšoj granici često kaže haps za zatvor, apšenik i apšenica za osobe lišene slobode (vidi Klajić: Veliki rječnik stranih riječi, Zagreb 1968.)
	U sred sela između škole i crkve nalazila se još sredinom prošlog vijeka zgrada zvana "stražara" Bila je uzdignuta oko 1 m iznad zemlje,vjerojatno zbog velikih poplava rijeke Save,koja se izlijevala u Bosut i razlila desetak kilometara oko sela.Zgrada je bila otprilike 6 x 5 m, sastojala se od jedne prostorije s malim prozorima.Građena je od pletera, omalterisana s blatom u koji je bila primiješana pljeva i okrečena vapnom. Bila je vrlo derutna i poslije rata je porušena.
	Ovdje je bilo stalno vojno dežurstvo i vjerojatno privremeno držanje vojnih bjegunaca i kršitelja zakona.
	Turci su u ovim krajevima vladali oko 150 godina,a prošlo je preko 300 godina otkada su otišli, a u Apševcima ponajviše, a također i okolnim selima se upotrebljavaju turske riječi: kapija, avlija, pendžer, sokak, komšija, čiviluk itd. Govorilo se štokavskom ikavicom :bilo (bijelo),lipo, mliko, dite, u množini dica ili dičina (dječurlija), misec ,tisto (tijesto) itd.

## Povijest
Jezgru sela čine potomci katoličkih Hrvata koji su tu stanovali još u srednjem vijeku. Turci su 1536. godine konačno zavladali Apševcima i tu ostali do 1688. No i za turskog 152. godišnjeg vladanja u Apševcima nisu propali starosjedioci Hrvati. Kada je general Engleshofen po nalogu kraljice Marije Terezije 1747. uredio Brodsku krajišku pukovniju, postali su Apševčani graničarima. Njihovo selo pripalo je Desetoj staniji koja je svoje sjedište imala u Nijemcima. Kao graničari sudjelovali su Apševčani od 1756. do 1763. godine u tkz. Sedmogodišnjem ratu što ga je Marija Terezija vodila s pruskim kraljem Fridrichom II. Apševčani su od 1788. do 1791. ratovali protiv Turske, a od 1793. do 1815. u šest ratova protiv Francuske i njezina cara Napoleona Bonapartea. Krajina je 1. listopada 1873. razvojačena, a njezino područje 1. kolovoza pripojeno je Banskoj Hrvatskoj i Slavoniji. Tako su Apševci došli pod upravu Hrvatske zemaljske vlade u Zagrebu.

## Promet
Prometnica koja prolazi kroz selo je državna cesta D57: Vukovar – Negoslavci – Orolik – Đeletovci – Nijemci – Podgrađe – Apševci – Lipovac. U blizini je i autocesta A3 Zagreb – Lipovac.
U izgradnji je i granična srijemska magistrala Ilok – Lipovac, na koju će i Apševci imati priključak.

## Zemljopis
Apševci su naselje u općini Nijemci u Vukovarskoj-Srijemskoj županiji. Smješteni u Spačvi na lijevoj obali Bosuta, u mikoregiji Bosutske Posavine istočnohrvatske ravnice, 8 km jugoistočno o Nijemaca.
Udaljenost od gradova: 
- Vukovar – 31 km
- Ilok – 45 km
- Vinkovci – 40 km
- Šid – 18 km
- Županja – 35 km
- Brčko – 44 km

## Šport
- NK Bosut Apševci

## Kultura
- KUD Apševački veseljaci

U centru sela se nalazi crkva svetog Ilije, koja datira iz 19 stoljeća.

## Kapela sv. Ilije proroka
Apševci su 1738. godine pripadali župi u Maloj Vašici, od kojeg su bili udaljeni 2 sata hoda. Godine 1755. Apševci pripadaju župi Nijemcima, a od 1784. do današnjeg dana pripadaju župi Lipovac.
Godine 1805. u Apševcima je sagrađena filijalna Crkva sv. Ilije proroka.
Dana 6. studenog 1991. topovskim i tenkovskim hicima srbijanske vojske srušen je toranj crkve, a sav namještaj potpuno uništen, Nakon Domovinskog rata povratkom prognanih mještana Apševaca 1997., započela je obnova crkve.

## Stanovništvo u Apševcima
Prema popis stanovništa iz 2001. u Apševcima se nalazi 115 stalno naseljenih kuća sa sveukupno 413 stanovnika. Pad stanovništva od 1991. do 2001. iznosi 1,86 %. Površina naselja je 10,09 četvornih kilometara, a gustoća naseljenosti iznosi 36 stanovnika po četvornom kilometru. Spolna struktra sela je 50,8 % žena i 49,2 % muškaraca, a kada je riječ o dobi, podaci govore da je 26,6 % mladog, 52,2 % zrelog i 21,2 % starog stanovništva.
U selu se nalaze sljedeća prezimena:
| Prezime     | Osoba/obitelji | Sveukupno u Hrvatskoj | Najviše u:      |
| ----------- | -------------- | --------------------- | --------------- |
| Balić       | 13/3           | 2360                  | Split (370)     |
| Bašić       | 4/1            | 6361                  | Zagreb (757)    |
| Čulić       | 2/1            | 717                   | Split (365)     |
| Daić        | 2/1            | 87                    | Orubica (17)    |
| Damjanović  | 5/1            | 1904                  | Zagreb (219)    |
| Domačinović | 2/1            | 25                    | Zagreb (16)     |
| Fiveš       | 1/1            | 1                     | Apševci (1)     |
| Grašić      | 5/1            | 263                   | Zagreb (57)     |
| Jurić       | 4/1            | 11 356                | Zagreb (1569)   |
| Kanja       | 17/5           | 24                    | Apševci (17)    |
| Klarić      | 3/1            | 5875                  | Zagreb (742)    |
| Knežević    | 2/2            | 10 554                | Zagreb (1433)   |
| Kočonda     | 7/1            | 11                    | Apševci (7)     |
| Latas       | 1/1            | 113                   | Janja Gora (15) |
| Lukerić     | 2/1            | 9                     | Bračevci (7)    |
| Lukić       | 3/1            | 4963                  | Zagreb (683)    |
| Marušić     | 4/1            | 3598                  | Zagreb (514)    |
| Meseljević  | 75/24          | 135                   | Apševci (75)    |
| Meštrović   | 13/3           | 2097                  | Zagreb (446)    |
| Mikinac     | 3/1            | 179                   | Gradište (68)   |
| Mogoš       | 7/4            | 7                     | Apševci (7)     |
| Nol         | 3/1            | 31                    | Županja (14)    |
| Osmorčić    | 1/1            | 15                    | Strizivojna (9) |
| Plavšić     | 39/15          | ?                     | Zagreb (98)     |
| Plivelić    | 38/9           | ?                     | Apševci (38)    |
| Predošević  | 2/1            | 5                     | Lipovac (3)     |
| Radusin     | 1/1            | 86                    | Zagreb (30)     |
| Rakinac     | 10/4           | 20                    | Apševci (10)    |
| Sunara      | 5/1            | ?                     | Split (157)     |
| Vodopija    | 3/1            | ?                     | Zagreb (242)    |
| Vrabac      | 17/5           | 169                   | Zagreb (32)     |
| Vuić        | 61/16          | ?                     | Zagreb (64)     |
| Žurić       | 13/4           | ?                     | Split (50)      |

- Petar Šimunović, Franjo Maletić, "Hrvatski prezimenik 1-3", Golden Marketing – Tehnička knjiga, Zagreb 2008. godine, ISBN 978-953-212-346-3

Prema popisu stanovništva 2011. godine naselje je imalo 305 stanovnika.

| broj stanovnika | 233   | 266   | 331   | 318   | 345   | 404   | 415   | 452   | 493   | 513   | 513   | 524   | 466   | 444   | 368   | 305   | 203   |
|                 | 1857. | 1869. | 1880. | 1890. | 1900. | 1910. | 1921. | 1931. | 1948. | 1953. | 1961. | 1971. | 1981. | 1991. | 2001. | 2011. | 2021. |

## Poznate osobe
- Ivica Plivalić - hrvatski glazbenik

## Obrazovanje
- PŠ Apševci (1. – 4. razred)
- OŠ Lipovac (5. – 8. razred)